# Concierge OSGi
Concierge — фреймворк, реализующий спецификацию OSGi (Open Service Gateway Initiative) R3, предназначен для устройств с ограниченными ресурсами, таких как мобильные и встраиваемые системы.